# 그레이창코박쥐속
그레이창코박쥐속(Mimon)은 대꼬리박쥐과에 속하는 박쥐 속이다. 남아메리카에서 발견된다. 4종으로 이루어져 있다.

## 특징
몸길이가 50~75mm인 작은 박쥐로 전완장은 48~57mm이고 꼬리 길이는 10~30mm, 몸무게는 최대 22.9g이다. 털이 길고 양털처럼 부드럽다. 등 쪽 털은 밝은 갈색부터 거무스레한 갈색까지 다양하지만 배 쪽은 보통 연한 색을 띤다. 잎코는 아주 길고 넓지만 앞 부분은 윗입술과 잘 분리되어 있다.

## 분포
중앙아메리카와 남아메리카에 널리 분포한다.

## 하위 종
4종이 알려져 있다.
- 남부황금박쥐 (M. bennettii)
- 코수멜황금박쥐 (M. cozumelae)
- 줄무늬털코박쥐 (M. crenulatum)
- 쾨프케털코박쥐 (M. koepckeae)